# Онох
Онох (Оноха) — легендарный древний вятский богатырь (иногда разбойник), старший из двенадцати братьев, что по преданию основали Подчуршинское городище.

## Легенда
Согласно древней легенде о Подчуршинском городище, однажды с запада пришли 12 братьев-богатырей (в некоторых версиях великаны-разбойники) во главе с богатырём Онохом, насыпали холм и основали на нём городище. В соседнем городище жил сильнейший богатырь Никулица. С ним и начали воевать братья, перекидывая с городища на городище огромные палицы и камни. Вскоре решил Онох помириться и пришёл к Никулице свататься к его красавице-дочери. Никулица поставил невыполнимое условие: отдаст дочь замуж, если братья догонят Солнце, добудут и до рассвета (пока петух 12 раз не прокричит) привезут Солнечные камни-самоцветы, что дают негасимый свет ночью и днем. Иначе он повесит Оноха, а его братья обратятся в камень. Онох остался в заложниках, а богатыри поскакали догонять закат, привезли самоцветные камни, но петух пропел и братья окаменели, а на том месте образовалось озеро. Оноха хитростью сбежал в своё городище, украв дочь Никулицы. Никулица на быстролетных крылатых конях настиг беглеца, напал на городище, сжёг его, убил Оноху, а кости закопал на этом месте вместе с негасимыми осколками-самоцветами. Но, дочь свою Никулица так и не нашёл, она пропала без вести в Подчуршинском городище.

## Почитание
Как указано в публикации в первом номере «Вятских губернских ведомостей» за 1861 год, сюжет данного предания был чрезвычайно популярен среди местного населения. Повсюду распевали песню про богатыря Оноху, её наизусть знал каждый крестьянский ребёнок.

## Научный взгляд
Имя богатыря Оноха — это народный вариант имени Онуфрий. Научный сотрудник Института славяноведения РАН Амосова С. Н. предполагает, что герой был прозван в народе Онохой по имени св. Онуфрия, в честь которого был построен храм в с. Спасо-Подчуршинском с приделом и в день этого святого (12 июня по ст. ст.) на «городище» ежегодно проводился крестный ход с панихидой по «заложным покойникам», к которым в том числе относятся погибшие в бою богатыри. В часовне, построенной на городище, тоже праздновалась память св. Онуфрия. Амосова также не исключает, что имя Онуфрия (Онохи) когда-то вытеснило изначальное удмуртское имя героя этого предания.

## Альтернативная теория
В. Н. Демин в книге «Гиперборея. Исторические корни русского народа» ассоциирует имя богатыря Оноха с именем ветхозаветного Еноха Праведного (имеет вариант написания имени «Ханок»), которого Бог вознес на небо. Демин полагает, что имя «Оноха (или в более привычной вокализации Аноха) — в прошлом весьма распространенное имя на Руси».